# Ганс-Детлеф Голлерт-Гансен
Ганс-Детлеф Голлерт-Гансен (нім. Hans-Detlef Gollert-Hansen; 9 листопада 1913, Бреслау, Німецька імперія — 6 березня 1945, Балатон, Угорське королівство) — німецький офіцер, ротмістр резерву вермахту (1 вересня 1943). Кавалер Лицарського хреста Залізного хреста з дубовим листям.

## Біографія
В 1934/35 роках проходив строкову службу в 2-му кінному полку. В серпні 1939 року призваний в армію і зарахований в 173-й розвідувальний батальйон. Учасник Польської, Французької і Балканської кампаній, а також Німецько-радянської війни. З липня 1942 року — командир розвідувального ескадрону 173-го розвідувального батальйону. Відзначився у боях під Новоросійськом. З квітня 1944 року — командир 2-го дивізіону 31-го кінного полку 3-ї кавалерійської бригади. Загинув у бою.

## Нагороди
- Залізний хрест
  - 2-го класу (28 червня 1941)
  - 1-го класу (13 березня 1942)
- Штурмовий піхотний знак в сріблі
- Медаль «За зимову кампанію на Сході 1941/42»
- Нагрудний знак «За поранення» в сріблі
- Лицарський хрест Залізного хреста з дубовим листям
  - лицарський хрест (31 липня 1943)
  - дубове листя (№699; 14 січня 1945)
- Кубанський щит (1943)
- Нагрудний знак ближнього бою в сріблі (1944)